# Whina Cooperová
Whina Cooperová ONZ DBE (9. prosince 1895 – 26. března 1994) byla respektovaná maorská stařešinka (kuia), která dlouhé roky bojovala za práva Maorů, zvláště maorských žen. Za svou činnost si vysloužila vedle oficiálních státních vyznamenání i neoficiální titul Te Whaea o te Motu, v překladu „Matka národa“.

## Život
Narodila se v severním Northlandu jako Hōhepine (Josephine) Te Wake at Te Karaka. Její otec Heremia Te Wake byl katolický katecheta a maorský vůdce místních klanů (hapu) Ngāti Manawa a Te Kaitutae. Heremia měl na svou dceru dalekosáhlý vliv a již odmala ji vzdělával v genealogii a historii. Po střední škole chtěl Heremia svou dceru přinutit k dohodnutému sňatku s vůdcem Ngāti Tūwharetoa jménem Tureiti Te Heuheu Tukino V, avšak mladá Hōhepine odmítla a začala raději pracovat v místním obchodě. Na chvíli se věnovala učitelství, avšak v roce 1914 ze vzdělávaní odešla a začala se plně soustředit na komunitní záležitosti.

## Působení
V následujících letech byla Cooperová vedoucí osobností v mnoha sporech mezi královskou korunou a maorskými kmeny, a to zejména v otázce vlastnických práv novozélandské půdy. Cooperová si postupně vybudovala celostátní renomé, které ji přivedlo v roce 1949 do Aucklandu. V roce 1951 byla zvolena předsedkyní Ligy sociálního zabezpečení maorských žen (Māori Women's Welfare League). K jejím největším životním úspěchům patří vedení symbolického protestního pochodu ze severního cípu Severního ostrova až do Wellingtonu v roce 1975. Bylo jí tehdy 79 let. Tento pochod měl upozornit na drtivou ztrátu půdy držené Maory v předchozích desetiletích. Cooperová zůstala politicky aktivní i v následujících letech, než v roce 1994 zemřela ve věku 98 let.